# Die Kultur der Renaissance in Italien
Die Kultur der Renaissance in Italien (De cultuur van de renaissance in Italië) is een uit 1860 daterend werk over de Italiaanse renaissance van de hand van de Zwitserse historicus Jacob Burckhardt. Samen met zijn Die Geschichte der Renaissance in Italien uit 1867 behoort het tot de klassieken over de historiografie van de renaissance.
De cultuur van de renaissance in Italië blijft een klassieker over het onderwerp, hoewel het een  voornamelijk politieke en culturele interpretatie van de Renaissance geeft die nu omstreden is onder historici. Burckhardt ging op zoek naar culturele patronen die eigen waren aan elke periode, en hij dacht de verschuiving van de collectieve middeleeuwse samenleving naar de moderne tijd te vinden in het Italië van de 14e en 15e eeuw. Volgens hem had de strijd tussen keizerrijk en pausdom een politiek en moreel vacuüm gecreëerd, wat leidde tot de geboorte van de moderne zelfbewuste staat en de ontvoogding van het creatieve individu. Het humanisme van de Renaissance zag Burckhardt als de herleving van de klassieke oudheid, en het tijdperk zelf betekende voor de mens vooral een nieuwe ontdekking van zichzelf en de wereld om zich heen.
Burckhardt onderzocht de door historici tot dan toe veronachtzaamde kronieken uit de renaissance zelf om het politieke en culturele klimaat van de periode te onderzoeken. In zijn boek benadrukte hij vooral de contrasten tussen middeleeuwen en de renaissance die hij als 'Führerin' beschouwde van een nieuw tijdperk dat voor de mens was aangebroken. Het vreemde aan dit boek is misschien wel dat Burckhardt, als kunsthistoricus, in dit historiografisch werk maar weinig aandacht had voor de kunst in de renaissance. Later zou hij in Die Geschichte der Renaissance in Italien (1867) wel de architectuur van de renaissance behandelen.

## Inhoud
In De cultuur van de Renaissance in Italië beschrijft Burckhardt de Italiaanse renaissance als een breuk met de middeleeuwen en het begin van de nieuwe tijd. Het werk bestaat uit zes delen:
1. Deel een: De staat als kunstwerk (Der Staat als Kunstwerk)
2. Deel twee: De ontwikkeling van het individu (Entwicklung des Individuums)
3. Deel drie: De wedergeboorte van de oudheid (Die Wiedererweckung des Altertums)
4. Deel vier: De ontdekking van de wereld en de mens (Die Entdeckung der Welt und des Menschen)
5. Deel vijf: De samenleving en festivals (Die Geselligkeit und die Feste)
6. Deel zes: Moraliteit en religie (Sitte und Religion)

## Kritiek
Jacob Burckhardt accepteerde de beoordeling die kunstenaars en geleerden uit de renaissance zelf over hun tijd gaven: het idee van de renaissance als 'wedergeboorte' nam hij klakkeloos over. Hij voegde aan de clichés over het herstel van de oude kunsten en wetenschappen zelfs nog eigen noties toe als 'individualisme' en 'moderniteit'. Veel mensen nemen deze 19e-eeuwse mythe van de renaissance nog steeds ernstig, maar moderne historici nemen geen vrede meer met deze versie. Hun argumenten kunnen in twee categorieën worden ondergebracht:
1. renaissancemensen waren in hun gedrag, idealen en vooronderstellingen veel traditioneler en eigenlijk (nog) meer middeleeuwers, ook al vonden ze dat zelf niet altijd.
2. de renaissance in Italië was niet zo'n uitzonderlijke gebeurtenis: mediëvisten wezen erop dat er bijvoorbeeld al in de 9e eeuw in de tijd van Karel de Grote een vergelijkbare 'renaissance' had plaatsgevonden. Ook in deze Karolingische renaissance was er sprake van een herleving van belangstelling in klassieke teksten, en ook hier was er een opmerkelijke literaire en artistieke activiteit. Hetzelfde geldt voor de 12e-eeuwse renaissance.

Peter Burke, auteur van een aantal werken over de renaissance, formuleert zijn bedenkingen over de bruikbaarheid van de term renaissance als volgt:
Was er wel een renaissance? Ik zou daar nee op zeggen als we de renaissance beschrijven als van purper en goud, als een opzichzelfstaand cultureel wonder, of als een plotseling ontstaan van de moderne tijd. Maar als we de term gebruiken om er een bepaalde groep van culturele veranderingen in de westerse cultuur mee aan te duiden, zonder vooroordeel jegens de prestaties van de middeleeuwen of jegens die van de wereld buiten Europa, dan kan hij gezien worden als een indelingsbegrip dat nog altijd bruikbaar is. (...) — Peter Burke, The Renaissance, 1987; vertaling van B. Beckerman: De Renaissance, 1989, blz. 9-12